# 大空直美・小澤亜李のsweet cafe time
『大空直美・小澤亜李のsweet café time』（おおぞらなおみ・おざわありのスウィートカフェタイム）は、2018年1月5日よりインターネット配信を行っているラジオ番組。

## 番組概要
リスナーの様々なニーズを実現していくためにパーソナリティ2人が奔走していく「コンセプトカフェ風ラジオバラエティ番組」。

## 配信時間
|                | 配信局                                               | 配信時間                                               | 過去の配信時間変遷 ※備考 |
| -------------- | ---------------------------------------------------- | ------------------------------------------------------ | --- |
| 本配信         | ニコニコ動画 シーサイドチャンネル                    | 隔週火曜 20:00更新 （2019年10月8日 - ）                | |
| 本配信         | YouTube シーサイドコミュニケーションズ公式チャンネル | 隔週火曜 20:00更新 （2019年11月5日 - ）                | |
| 本配信         | 文化放送 超!A&G+                                     | 配信終了                                               | - 毎週金曜21:30 - 22:00 （2018年1月5日 - 3月30日） - 毎週月曜 21:00 - 21:30 （2018年4月2日 - 2019年3月25日） - 毎週火曜 19:00 - 19:30 （2019年4月2日 - 2019年9月24日） |
| リピート配信   | 文化放送 超!A&G+                                     | 配信終了                                               | - 毎週月曜 9:30 - 10:00 （2018年1月8日 - 4月2日） - 毎週火曜 9:00 - 9:30 （2018年4月3日 - 2019年3月26日）                                                              |
| ニコニコ生放送 | ニコニコ生放送 シーサイドチャンネル                  | 不定期 （配信予定）                                    | |
| アーカイブ配信 | ニコニコ動画 シーサイドチャンネル                    | 隔週火曜 20:00更新 （2019年10月8日 - ） ※ 本配信と同じ | - 毎週月曜 20:00更新 （2018年1月8日 - 4月2日） - 毎週火曜 20:00更新 （2018年4月3日 - 2019年9月24日）                                                                   |
| アーカイブ配信 | YouTube シーサイドコミュニケーションズ公式チャンネル | 隔週火曜 20:00更新 （2019年11月5日 - ） ※ 本配信と同じ | |

## パーソナリティ
- 大空直美
- 小澤亜李

## コーナー
オープニング
カフェの開店を告げるコーナー。コール&レスポンスのセリフをリスナーから募集。
本日の特別メニュー
毎回1つのフェチにクローズアップしていき、様々な角度からリスナーに良さを味わっていかせようとするコーナー。
あなたのオーダー叶えましょう♪
身の回りの人には頼めないようなリスナーのオーダーを、パーソナリティが全力で実現していこうとするコーナー。
目指せ No.1店員
パーソナリティ2人が対決ゲームをしていき、どちらがカフェのNo.1店員にふさわしいかを決めていくコーナー。
ライブの時間
パーソナリティが季節に合った歌をアカペラで歌っていくコーナー。